# Declaración de Foz de Iguazú
La declaración de Foz de Iguazú (también llamada Acta de Foz de Iguazú) fue un acuerdo de integración firmado el 30 de noviembre de 1985 en la ciudad brasileña de Foz do Iguaçu, por el presidente de Argentina Raúl Alfonsín y por el presidente de Brasil José Sarney, que sentó las bases de lo que seis años después sería el Mercosur. 

## Contexto
En un ámbito latinoamericano marcado por una deuda externa cada vez más protagonista, el incremento de políticas proteccionistas en el comercio internacional, la imposibilidad de contraer créditos en el exterior y un progresivo deterioro en los términos de intercambio comercial, la firma de la Declaración de Iguazú implicó como aspecto clave la creación de una “Comisión Mixta de Alto Nivel para la Integración entre Argentina y Brasil.” Ambos países acababan de salir de periodos dictatoriales y enfrentaban la necesidad de reorientar sus economías. 
Una de las alternativas que se vislumbraban era promover el desenvolvimiento económico de ambos países, para, juntos, integrarse al mundo. Si bien la idea de integración sudamericana para algunos era vista como algo abstracto (debido a varias experiencias de iniciativas pasadas que no habían prosperado), esta vez fue diferente. En este sentido, la experiencia de este tratado se extrapoló a los demás países del Cono Sur. 

## Objetivos de la declaración
Fue así como a fines de 1985 los presidentes Raúl Alfonsín y José Sarney manifestaron la intención de sus gobiernos de iniciar las tratativas para llevar a cabo un programa de integración bilateral. La negociación del Acuerdo Corpus-Itaipú y el entendimiento alcanzado durante el conflicto de las Malvinas han sido mencionados como los pilares de índole geopolítica más importantes para abrir el camino hacia aquel objetivo inicial. La intención de incrementar el volumen de intercambio comercial, que había venido deteriorándose desde principios de los 80’ resultó un elemento adicional de estímulo al iniciarse las negociaciones. Indudablemente, todos estos factores de incentivo a la integración subregional no se hubieran podido consolidar sin el restablecimiento de la democracia en ambas naciones. Además, la estabilidad política e institucional, con la crisis de la deuda y más precisamente la búsqueda de una vía para resolverla, modificaron la tradicional visión de competencia y conflicto entre los Brasil y Argentina, dando pase a la cooperación.
Mediante el Acta de Foz de Iguazú, ambos gobiernos formalizaron la creación de una Comisión Mixta de Alto Nivel para la Integración. Esta Comisión habría de servir de ámbito conjunto para que los funcionarios y técnicos de primer nivel, encargados de la formulación de los primeros pasos en la configuración del espacio de complementación regional, diseñasen la modalidad bajo la cual se iría desarrollando el proceso.

## Contribuciones de la declaración
Al año siguiente de Foz de Iguazú, el 29 de julio de 1986, se firmaría el “Programa para la Integración Argentino-Brasileña”. Este acuerdo bilateral tenía por objetivo propiciar un espacio económico común, con la apertura de los respectivos mercados y el estímulo a la complementación progresiva de los sectores empresariales de cada país a las nuevas condiciones de competitividad. En 1988 se consolidó la idea de integración con el objetivo de construir un espacio económico común por medio de la liberalización comercial. De esta manera, se firmó el Tratado de Integración, Cooperación y Desarrollo, que tenía por objetivo la eliminación de todos los obstáculos tarifarios y no tarifarios al comercio de bienes y servicios y a la armonización de políticas macroeconómicas. 
Hacia fines del año 1989 perdería importancia la idea de integración planteada en términos bilaterales. Para  entonces ya había una evolución en el intercambio comercial entre Argentina y Brasil y la continuidad democrática permitía mantener la idea de integración regional como una variable política central de ambos gobiernos. Por otra parte, las modificaciones de los programas económicos, la adopción de nuevos criterios de modernización y competitividad alimentarían la idea de formación de un Mercado Común.